# Saint-Fréjoux
Saint-Fréjoux település Franciaországban, Corrèze megyében. Lakosainak száma 263 fő (2022. január 1.). Saint-Fréjoux Aix, Saint-Étienne-aux-Clos, Saint-Exupéry-les-Roches és Ussel községekkel határos.

## Népesség
A település népessége az elmúlt években az alábbi módon változott:
| Lakosok száma | 264  | 253  | 283  | 268  | 295  | 291  | 291  | 274  | 266  | 263  |
|               | 1968 | 1982 | 1990 | 2006 | 2013 | 2015 | 2017 | 2019 | 2020 | 2022 |